# 文化芸術大学
文化芸術大学（ぶんかげいじゅつだいがく）は、芸術大学のように美術や造形芸術、各種デザイン、写真映像などのビジュアルアートや演劇や音楽など、文化都市手の芸術全般の教育研究を主目的とした大学である。
日本で文化芸術大学の名称をもつ大学として、静岡文化芸術大学がある。